# Navalafuente
Navalafuente är en kommun i Spanien.   Den ligger i den autonoma regionen Madrid, i den centrala delen av landet, 50 km norr om huvudstaden Madrid. Antalet invånare är 1 672.

## Geografi
Kommunen har, förutom stadskärnan i staden Navalafuente, flera urbaniserade områden, såsom El Chaparral, El Erial, Peña Hueca, Cerrillo Valentín, och även andra mindre bebyggelsegrupper.
Närmaste större samhälle är Colmenar Viejo, 19,6 km söder om Navalafuente. Omgivningarna runt Navalafuente är i huvudsak ett öppet busklandskap.